# Sicydium salvini
Sicydium salvini ist eine zentralamerikanische Fischart aus der Unterfamilie der Lippenzahngrundeln innerhalb der Grundelartigen. 

## Merkmale
Sicydium salvini erreicht eine Maximallänge von 110 mm.  Der Körper ist länglich, vorne halbzylindrisch und hinten leicht zusammengedrückt. Die Oberseite ist grau bis grünlichbraun. Die Unterseite ist gelb. Der kurze Kopf ist quadratisch und genauso breit wie tief. Die sehr kurze Nase ist stumpf. Der Oberkiefer ist länger als der Unterkiefer. Die Lippe ist verdickt. Die Kinnbacken reichen bis zum hinteren Rand der Augen. Das Maul ist lang. Die Zähne im Oberkiefer sind in einer Reihe angeordnet. Sie sind dünn, zurückgebogen, etwas zusammengedrückt und an der Spitze geriffelt. Bei den Jungfischen sind sie dreihöckerig. Die Zähne im Unterkiefer sind in Zweierreihen angeordnet. Die Zähne der Vorderreihe sind fast waagerecht, vorwärts gebogen und im Gaumen versteckt. Die zweite Zahnreihe besteht aus relativ wenigen ziemlich kurzen vertikalen oder etwas zurückgebogenen spitzen Zähnen. Die Kiemenöffnungen sind vertikal. Der Bauch ist komplett mit kleinen Schuppen bedeckt.  68 bis 76 Schuppen sind in längslaufenden Reihen angeordnet. Es gibt 10 Anal- und 10 Dorsalstrahlen. Die Männchen haben sechs bis sieben Querstreifen an den Seiten und einige weitere am Schwanz. Die Weibchen zeigen einen Längsstreifen, der vom Bauch bis zur Schwanzbasis verläuft. Die Rückenflossen sind dunkel. Die zweite Rückenflosse hat gewöhnlich zahlreiche kleine Punkte. Die Analflosse ist beim Männchen dunkel. Beim Weibchen ist sie hell mit einem dunklen Innenrandstreifen.

## Vorkommen und Lebensraum
Sicydium salvini kommt in Bächen und Flüssen mit Wassertemperaturen von 21 bis 31 °C zwischen Meereshöhe und Höhenlagen bis 660 m vor. Die Art ist meist in Stromschnellen über felsigen Böden zu finden. Das Verbreitungsgebiet erstreckt sich vom Río Tamarindo in Nicaragua über den Río Barú in Costa Rica bis zum Río Cárdenas in Zentral-Panama.

## Nahrung
Die Nahrung besteht aus Detritus, Schlamm, Kieselalgen und Fadenalgen.